# الجزائر في الألعاب الأولمبية الصيفية 2008
.
شاركت الجزائر في الألعاب الأولمبية الصيفية 2008 التي أقيمت في بكين، ودخلت المنافسات بـ 61 رياضي في 13 رياضة وحصلت على ميداليتين في رياضة الجودو، وميدالية أخرى فضية وزن تحت 90 كلغ فاز بها عمار بن خليف، وأخرى برونزية وزن 52 كلغ فازت بها ثريا حداد.

## ميداليات الجزائر
| المتوج       | الرياضة | الاختصاص | ذهبية | فضية | برونزية |
| ------------ | ------- | -------- | ----- | ---- | ------- |
| عمار بن خليف | الجودو  | 90 كلغ   |       | 1    |         |
| صورايا حداد  | الجودو  | 52 كلغ   |       |      | 1       |
| المجموع      |         |          |       | 1    | 1       |

الجودو
أول ميدالية في رياضة الجودو
- حصلت الجزائر بفضل رياضة الجودو النسوي على أول ميدالية برونزية على يد صورايا حداد وتكون بذلك أول دولة عربية تتحصل على ميدالية في هذه الألعاب.

ثاني ميدالية في رياضة الجودو
وحصلت الجزائر على ميدالية أخرى فضية في نفس الرياضة عن طريق اللاعب عمار بن يخلف في وزن 90 كلغ للرجال.
الملاكمة
-إضافة إلى تحقيق نتائج مرضية في عديد من الرياضات كالملاكمة:
- تحقيق نوفل وطاح المركز الرابع في الوزن الثقيل
- وصول عبد الحفيظ بن شبلة إلى الربع النهائي في وزن أكثر من 80 كلغ
- تحقيق حمزة كرامو الربع النهائي هو الآخر.

ألعاب القوى
-أما ألعاب القوى:
- بروز سباق الـ 800 م بالعدائين منصر بجيم ونبيل مادي الذين وصلا إلى النهائي دون تحقيق المراد بعد أن حققا أفضل الأرقام في التصفيات الأولى.... الربع والنصف نهائي.
- أما بية رحولي في القفز الثلاثي فعجزت هي الأخرى وهي صاحبة الميدالية الذهبية المتوسطية 2005

- وإضافة إلى سياف صاحب الميدالية الذهبية المتوسطية عجز هو الآخر في سباق 5000 م.

- أما عن أبرز سباق والمعول عليه كثير الـ 1500 م، بمشاركة 3 عدائين على رأسهم بوكنزة فعجزوا كلهم حتى إلى الوصول إلى النهائي.

السباحة
- وفي السباحة:
- عقد الأمل على سليم إيلاس الذي رفع العلم الجزائري في حفل الافتتاح في سباقي 50 م و100م، فسقط في النصف النهائي.
- أما السباحين الآخرين كمهدي حمامة فعجزوا عن تحقيق نتائج ايجابية فالسباحين الـ 5 سقطوا واحدا تلو الآخر في التصفيات الأولية.

كرة الطائرة
أيضًا مشاركة المنتخب النسوي الجزائري لكرة الطائرة الذي شارك ممثلاً لأفريقيا، حيث خسر جميع مبارياته مع: الأرجنتين وصربيا وإيطاليا وكازخستان، ولم يحقق أي شوط إلا مع كازاخستان.